# Gojko Kačar
Gojko Kačar (sinh ngày 26 tháng 1 năm 1987 ở Novi Sad) là một cầu thủ bóng đá người Serbia hiện đang chơi cho Hertha Berlin ở vị trí trung vệ hay tiền vệ lùi.Anh cũng có thể chơi ở nhiều vị trí như ở trung tâm hoặc phía bên phải hàng tiền vệ.Anh được đánh giá cao nhờ thể lực tốt cùng lối chơi thông mình.Anh cũng từng được so sánh với cựu tuyển thủ Brasil Carlos Dunga.Anh ra đời trong một gia đình nổi tiếng với nghiệp Boxing.Chú anh Slobodan Kačar giành huy chương vàng ở Olympic Moscow trong khi Tadija Kacar giành huy chương vàng ở Olympic Montreal.Gojko tiếp nối truyền thống tham dự Olympic bằng việc tham dự Olympic 2008 ở Bắc Kinh, Trung Quốc trong trận gặp Úc vào ngày 7 tháng 8 năm 2008.
Kacar chơi cho đội trẻ FK Vojvodina trước khi được đưa lên đội một.Vào năm 2008 anh chuyển tới Hertha Berlin với mức giá 3 triệu Euro khiến anh trở thành cầu thủ đắt giá nhất trong lịch sử FK Vojvodina.Kacar được gọi vào đội U21 Serbia ở giải vô địch U21 châu Âu vào năm 2007 ở Hà Lan.Anh chỉ chơi 1 trận, trong trận thua 2-0 trước Anh.
Vào chủ nhật ngày 7 tháng 9 năm 2008, Kacar ghi 5 bàn cho đội U21 Serbia trong trận thắng 8-0 trước đội U21 Hungary ở vòng loại giải U21 châu Âu năm 2009.Ở giải ngày vào tháng 6 năm 2009, anh là cầu thủ ghi bàn duy nhất cho Serbia trong 3 trận.
Bên ngoài sân cỏ, anh đã kết thúc phổ thông, và hiện đang là sinh viên trường đại học kĩ thuật và khoa học ở quê nhà Novi Sad.

### Thống kê
Tính đến ngày 16 tháng 5 năm 2012
Tính đến ngày 16 tháng 5 năm 2015
| Câu lạc bộ          | Câu lạc bộ          | Câu lạc bộ          | Giải đấu   | Giải đấu   | Cúp quốc gia | Cúp quốc gia | châu Âu | châu Âu | Tổng cộng | Tổng cộng |
| Mùa giải            | Câu lạc bộ          | Giải đấu            | Trận       | Bàn        | Trận         | Bàn          | Trận    | Bàn     | Trận      | Bàn       |
| Serbia              | Serbia              | Serbia              | Giải đấu   | Giải đấu   | Serbian Cup  | Serbian Cup  | Châu Âu | Châu Âu | Tổng cộng | Tổng cộng |
| ------------------- | ------------------- | ------------------- | ---------- | ---------- | ------------ | ------------ | ------- | ------- | --------- | --------- |
| 2003–04             | Vojvodina           | Superliga           | 1          | 0          | ?            | ?            | 0       | 0       | 1         | 0         |
| 2004–05             | Vojvodina           | Superliga           | 12         | 2          | ?            | ?            | 0       | 0       | 12        | 2         |
| 2005–06             | Vojvodina           | Superliga           | 26         | 2          | ?            | ?            | 0       | 0       | 26        | 2         |
| 2006–07             | Vojvodina           | Superliga           | 22         | 1          | ?            | ?            | 0       | 0       | 22        | 1         |
| 2007–08             | Vojvodina           | Superliga           | 17         | 11         | ?            | ?            | 4       | 1       | 21        | 12        |
| Đức                 | Đức                 | Đức                 | Bundesliga | Bundesliga | DFB-Pokal    | DFB-Pokal    | Châu Âu | Châu Âu | Tổng cộng | Tổng cộng |
| 2007–08             | Hertha BSC          | Bundesliga          | 17         | 1          | 0            | 0            | 0       | 0       | 17        | 1         |
| 2008–09             | Hertha BSC          | Bundesliga          | 25         | 6          | 0            | 0            | 6       | 1       | 31        | 7         |
| 2009–10             | Hertha BSC          | Bundesliga          | 22         | 3          | 2            | 0            | 6       | 3       | 30        | 6         |
| 2010–11             | Hamburger SV        | Bundesliga          | 23         | 2          | 0            | 0            | 0       | 0       | 23        | 2         |
| 2011–12             | Hamburger SV        | Bundesliga          | 21         | 1          | 2            | 0            | 0       | 0       | 23        | 1         |
| 2012–13             | Hamburger SV        | Bundesliga          | 3          | 0          | 0            | 0            | 0       | 0       | 3         | 0         |
| 2013–14             | Hamburger SV        | Bundesliga          | 0          | 0          | 0            | 0            | 0       | 0       | 0         | 0         |
| 2014–15             | Hamburger SV        | Bundesliga          | 12         | 3          | 1            | 0            | 0       | 0       | 13        | 3         |
| Nhật Bản            | Nhật Bản            | Nhật Bản            | J1 League  | J1 League  | Cúp quốc gia | Cúp quốc gia | châu Á  | châu Á  | Tổng cộng | Tổng cộng |
| 2014                | Cerezo Osaka        | J1 League           | 12         | 1          | 0            | 0            | 4       | 0       | 16        | 1         |
| Tổng cộng           | Serbia              | Serbia              | 78         | 16         | ?            | ?            | 4       | 1       | 82        | 17        |
| Tổng cộng           | Đức                 | Đức                 | 113        | 16         | 5            | 0            | 12      | 3       | 141       | 19        |
| Tổng cộng           | Nhật Bản            | Nhật Bản            | 12         | 1          | 0            | 0            | 4       | 0       | 16        | 1         |
| Tổng cộng sự nghiệp | Tổng cộng sự nghiệp | Tổng cộng sự nghiệp | 213        | 33         | 5            | 0            | 20      | 4       | 238       | 37        |

### Đội tuyển quốc gia
| Serbia    | Serbia | Serbia |
| Năm       | Trận   | Bàn    |
| --------- | ------ | ------ |
| 2007      | 1      | 0      |
| 2008      | 5      | 0      |
| 2009      | 8      | 0      |
| 2010      | 8      | 0      |
| 2011      | 2      | 0      |
| 2012      | 1      | 0      |
| Tổng cộng | 25     | 0      |